# Прекрасные времена в Шпессарте
«Прекрасные времена в Шпессарте» (нем. Herrliche Zeiten im Spessart) — немецкий комедийный художественный фильм 1967 года. Третий заключительный фильм музыкальной трилогии  о замке Шпессарт режиссёра Курта Хофмана «Харчевня в Шпессарте» (1957) и «Привидения в замке Шпессарт» (1960). Производство «Independent Film», «Central Cinema Company Film» (ФРГ).
Премьера состоялась 21 сентября 1967 года.

## Сюжет
Анна-Луиза, дочь владельца харчевни и отеля в Шпессарте и потомок графини Франциски, готовится вступить в брак со своим женихом Франком Грином, американским офицером немецкого происхождения. Но её жених внезапно возвращается в Соединенные Штаты из-за разгорающегося шпионского дела. Свадьба под угрозой.
Разбойники, герои предыдущих серий, в течение пяти лет, из-за поломки космической капсулы, вращаются вокруг Земли, вдруг узнают, что они могут её починить. Они приземляются на крыше отеля в Шпессарте и встречают Анну-Луизу. Желая оказать ей помощь, они предлагают молодой женщине отправить в Америку на своём космическом аппарате и она принимает их приглашение. Однако призраки не знают, как управлять им. И начинается история, связанная с путешествием во времени и пространстве. Они попадают в разные периоды прошлого и будущего. Сначала приземляются в прошлом, во времена когда обитали древнегерманские племена, затем миннезангов и, наконец, Тридцатилетней войны. Каждый раз Анна-Луиза встречает двойника своего жениха, и каждый раз теряет его, потому что он настоящий воин.
Позже, в будущем, призраки встречают уже пожилых Анну-Луизу и Франка, которые несмотря на трудности, смогли пожениться и теперь имеют трёх сыновей. Во время поездки в космической капсуле время возвращается назад, а Франк становится всё моложе и моложе. После возвращения Франк не может вспомнить свою долгую жизнь после свадьбы, но также верен своей любви.
Фильм стал остроумной пародией на германский милитаризм.

## В ролях
- Лизелотта Пульвер — Анна-Луиза
- Харальд Ляйпниц —  Франк Грин / Мартин / Арчибальд фон Фогельвайс / Вилли Грин
- Хуберт фон Мейеринк — генерал Текель/ Риттер/ Канцлергенерал
- Ханнелора Эльснер —  Йоханна
- Виви Бах —  Розалинде
- Ханс Рихтер —  Тони
- Петер Капелль— бургомистр
- Вилли Миллович — консул Мюммельман
- Татьяна Зайс — фрау Мюммельман
- Катрин Аккерман
- Пауль Эссер — Монах
- Эвальд Венк
- Йоахим Теге — Хуго
- Рудольф Ромберг — дядя Макс
- Эрих Фидлер
- Катрин Аккерман — Катрин
- Клаус Шварцкопф — Роланд
- Зибелле Гиллес
- Гила фон Вайтерсхаузен — Гюндель
- Моника Цинненберг — Зигрун